# Пятнистый пудинг
Пятнистый пудинг (англ. Spotted dick; также известный, как пудинг «пегий пёс» англ. spotted dog) и железнодорожный пирог англ. railway cake) —  блюдо британской кухни, разновидность пудинга. 

## История и описание
Традиционный вариант пятнистого пудинга готовится из муки, молока и сала с добавлением изюма или коринки (изюминки и придают ему «пятнистый» вид). Десертная версия содержит сахарную пудру или сахар; нередко для усиления аромата добавляют лимонную цедру. Также при приготовлении пудинга используют разрыхлитель (если только его уже не содержит мука). В современных вариантах рецепта сало иногда заменяют на сливочное масло; добавляют яйцо, для того, чтобы придать десерту более нежную консистенцию. Готовится пудинг на пару, исторически — завёрнутым в тряпичную салфетку, в наши дни — чаще всего в фольгу. 
Простейший вариант пятнистого пудинга, включавший всего четыре основных ингредиента (муку, молоко, сало и смородину, в изобилии растущую в Британии) в викторианскую эпоху считался дешёвым и сытным блюдом. В те времена докеры и другие рабочие нередко ели его на обед, как основное блюдо, после супа. Более дорогой вариант того же пудинга, который подавался на десерт в зажиточных домах, готовился с добавлением сахарной пудры, с изюмом вместо смородины, и сервировался с патокой или заварным кремом.
Первой кулинарной книгой, в которой приведён рецепт пятнистого пудинга, является работа Алексиса Сойера «Современная домохозяйка» (1849), но сам рецепт, вероятно, существовал и ранее. В 1855 (или 1865) году К. Смит в книге на совершенно другой сюжет «Путь рабочего в мире» (англ. Working-men's Way in the World) впервые использовал для наименования этого блюда разговорный термин «пегий пёс».
Традиционно вместо слова «пудинг» в названии блюда используется близкое по значению (в одном из своих смысловых вариантов) слово англ. dick. Из-за того, что с годами ассоциации с этим словом становились всё более пошлыми, периодически предпринимались попытки переименовать блюдо. Так, в меню столовой британского парламента, этот десерт указывается, как «пятнистый Ричард» (англ. Spotted Richard). Переименование основано на игре слов: если слово англ. dick мы читаем как имя (Дик), то его полной формой будет Ричард.
Пудинг нередко упоминается в литературных произведениях, в том числе и современных, например, в романе «Океан в конце дороги» Нила Геймана (2013).

## Галерея
- Пятнистый пудинг (целиком)
- Пятнистый пудинг (в разрезе)
- Пятнистный пудинг
- Вторая мировая война. Миссис Стэмбри, покинувшая Лондон во время немецких авианалётов, готовит пятнистый пудинг на кухне общежития для эвакуированных. Графство Девон, 1941 года.